# Osedax
Osedax – rodzaj pierścienic z rodziny rurkoczułkowców (Siboglinidae).

## Środowisko życia
Pierścienice z rodzaju Osedax żyją na dnie mórz, żywiąc się kośćmi martwych zwierząt, które opadły w głębiny.

## Cykl życiowy
Formy larwalne swobodnie pływają w toni wodnej, osobniki żeńskie po osiedleniu się na kościach wykształcają przyssawki wypełnione bakteriami, trawiącymi zawarte w kościach białka oraz tłuszcze.
Samce pozostają w postaci larwalnej. Żyją pod skórą samic, produkując plemniki. Zapłodnione jaja są uwalniane do wody.

## Taksonomia
Zwierzęta z tego rodzaju zostały po raz pierwszy opisane w 2004 roku, odkryto je w kalifornijskiej zatoce Monterey.
Do rodzaju tego należy 27 opisanych gatunków:

- Osedax antarcticus Glover, Wiklund & Dahlgren, 2013
- Osedax braziliensis Fujiwara, Jimi, Sumida, Kawato & Kitazato, 2019
- Osedax bryani Rouse, Goffredi, Johnson & Vrijenhoek, 2018
- Osedax crouchi Amon, Wiklund, Dahlgren, Copley, Smith, Jamieson & Glover, 2014
- Osedax deceptionensis Taboada, Cristobo, Avila, Wiklund & Glover, 2013
- Osedax docricketts Rouse, Goffredi, Johnson & Vrijenhoek, 2018
- Osedax fenrisi Eilertsen, Dahlgren & Rapp, 2020
- Osedax frankpressi Rouse, Goffredi & Vrijenhoek, 2004
- Osedax jabba Rouse, Goffredi, Johnson & Vrijenhoek, 2018
- Osedax japonicus Fujikura, Fujiwara & Kawato, 2006
- Osedax knutei Rouse, Goffredi, Johnson & Vrijenhoek, 2018
- Osedax lehmani Rouse, Goffredi, Johnson & Vrijenhoek, 2018
- Osedax lonnyi Rouse, Goffredi, Johnson & Vrijenhoek, 2018
- Osedax mucofloris Glover, Kallstrom, Smith & Dahlgren, 2005
- Osedax nordenskjoeldi Amon, Wiklund, Dahlgren, Copley, Smith, Jamieson & Glover, 2014
- Osedax packardorum Rouse, Goffredi, Johnson & Vrijenhoek, 2018
- Osedax priapus Rouse, Wilson, Worsaae & Vrijenhoek, 2015
- Osedax randyi Rouse, Goffredi, Johnson & Vrijenhoek, 2018
- Osedax rogersi Amon, Wiklund, Dahlgren, Copley, Smith, Jamieson & Glover, 2014
- Osedax roseus Rouse, Worsaae, Johnson, Jones & Vrijenhoek, 2008
- Osedax rubiplumus Rouse, Goffredi & Vrijenhoek, 2004
- Osedax ryderi Rouse, Goffredi, Johnson & Vrijenhoek, 2018
- Osedax sigridae Rouse, Goffredi, Johnson & Vrijenhoek, 2018
- Osedax talkovici Rouse, Goffredi, Johnson & Vrijenhoek, 2018
- Osedax tiburon Rouse, Goffredi, Johnson & Vrijenhoek, 2018
- Osedax ventana Rouse, Goffredi, Johnson & Vrijenhoek, 2018
- Osedax westernflyer Rouse, Goffredi, Johnson & Vrijenhoek, 2018